# صرح الشهيد (الرمثا)
صرح الشهيد في الرمثا أو صرح شهداء الجيش العربي الأردني في المنطقة الشمالية  هو صرح تذكاري عسكري يقع جنوب الرمثا، محافظة إربد، الأردن. شُيَّد عام 2003 لتخليد ذكرى الجنود الأردنيين الذين سقطوا في أحداث عام 1970 في شمال الأردن، والذين سقطوا دفاعًا عن الجولان السوري خلال حرب 1973.

## التصميم
تم بناء هذا الصرح على مساحة إجمالية تبلغ 34 دونمًا بجوار حرم جامعة العلوم والتكنولوجيا الأردنية ضمن تقاطع الطرق المؤدية إلى كل من إربد والمفرق والرمثا، وهو الموقع نفسه الذي شهد حشد وحدات لواء الملك حسين بن طلال المدرع 40 عام 1970. وقد وضعت التصاميم الهندسية له مديرية مؤسسة الإسكان والأشغال العسكرية الأردنية، ويتكون من عدة أقسام.

## وصلات خارجية
- مذكرات الأمير زيد بن شاكر كما ترويها أرملته، الشرق الأوسط
- الأردن وحرب تشرين 1973، عمّون